# Liste des épisodes de La Quatrième Dimension

Logo de la série "La quatrième dimension".

Cette page recense la liste des épisodes de la série télévisée La Quatrième Dimension.
- Les épisodes des saisons 1, 2, 3 et 5 durent 25 minutes et ont été adaptés en version française, sauf 3 épisodes qui sont restés en version originale. Les épisodes de la saison 4 durent 50 minutes et sont intégralement en version originale, donc jamais adaptés en français.

## Saison 1 (1959-1960)
1. Solitude (ou La Ville déserte) (Where Is Everybody?)
2. Pour les anges (One for the Angels)
3. La Seconde Chance (Mr. Denton on Doomsday)
4. Du succès au déclin (The Sixteen-Millimeter Shrine)
5. Souvenir d'enfance (Walking Distance)
6. Immortel, moi, jamais ! (Escape Clause)
7. Le Solitaire (The Lonely)
8. Question de temps (Time Enough at Last)
9. La Poursuite du rêve (Perchance to Dream)
10. La Nuit du jugement (Judgment Night)
11. Les Trois Fantômes (ou Individus non identifiés) (And When the Sky Was Opened)
12. Je sais ce qu'il vous faut (What You Need)
13. Quatre d'entre nous sont mourants (The Four of Us Are Dying)
14. La Troisième à partir du soleil (Third from the Sun)
15. La Flèche dans le ciel (I Shot an Arrow Into the Air)
16. L'Auto-stoppeur (ou Le Voyageur) (The Hitch-Hiker)
17. La Fièvre du jeu (The Fever)
18. Le Lâche (ou Le Dernier Vol) (The Last Flight)
19. Infanterie Platon  (The Purple Testament)
20. Requiem (Elegy)
21. Image dans un miroir (Mirror Image)
22. Les Monstres de Maple Street (The Monsters Are Due on Maple Street)
23. Un monde différent (A World of Difference)
24. Longue vie, Walter Jameson (Long Live Walter Jameson)
25. Tous les gens sont partout semblables (People Are Alike All Over)
26. Exécution (Execution)
27. Le Vœu magique (The Big Tall Wish)
28. Enfer ou Paradis (A Nice Place to Visit)
29. Cauchemar (Nightmare as a Child)
30. Arrêt à Willoughby (A Stop at Willoughby)
31. La Potion magique (The Chaser)
32. Coup de trompette (A Passage for Trumpet)
33. Un original (Mr. Bevis)
34. Neuvième Étage (The After Hours)
35. Le Champion (The Mighty Casey)
36. Un monde à soi (A World of His Own)

## Saison 2 (1960-1961)
1. King Neuf sans retour (King Nine Will Not Return)
2. L'Homme dans la bouteille (The Man in the Bottle)
3. L'Homme et son double (Nervous Man in a Four Dollar Room)
4. Allez-vous-en, Finchley ! (A Thing About Machines)
5. L'Homme qui hurle (The Howling Man)
6. L'Œil de l'admirateur (The Eye of the Beholder)
7. Les Prédictions (Nick of Time)
8. Les Robots du docteur Loren (The Lateness of the Hour)
9. Retour vers le passé (The Trouble With Templeton)
10. Futurographe (ou Une curieuse caméra) (A Most Unusual Camera)
11. La Nuit de Noël (Night of the Meek)
12. Poussière (Dust)
13. Le Retour (Back There)
14. Rien que la vérité (The Whole Truth)
15. Les Envahisseurs (The Invaders)
16. Un sou pour vos pensées (A Penny for Your Thoughts)
17. Sans escale de vie à trépas (Twenty-Two)
18. L'Odyssée du vol 33 (The Odyssey of Flight 33) (cet épisode n'a jamais été doublé en français)
19. Monsieur Dingle (ou Le Surhomme) (Mr. Dingle, the Strong)
20. Parasites (Static)
21. Le Manipulateur (The Prime Mover)
22. Conversation avec l'au-delà (Long Distance Call)
23. Au bord du gouffre (ou La Piste de l'ouest) (A Hundred Yards Over the Rim)
24. Rendez-vous dans un siècle (The Rip Van Winkle Caper)
25. Le silence est d'argent (The Silence)
26. Peine capitale (Shadow Play)
27. L'Esprit et la Matière (The Mind and the Matter)
28. Y a-t-il un martien dans la salle ? (Will the Real Martian Please Stand Up?)
29. L'Homme obsolète (The Obsolete Man)

## Saison 3 (1961-1962)
1. Deux (Two)
2. L'Arrivée (The Arrival)
3. L'Abri (The Shelter)
4. La Route de la mort (The Passersby)
5. Le Joueur de billard (A Game of Pool)
6. Le Miroir (The Mirror)
7. Vengeance d'outre tombe (The Grave)
8. C'est une belle vie (It's a Good Life)
9. Le Musée des morts (Deaths-Head Revisited)
10. Le Soleil de minuit (The Midnight Sun)
11. La Vallée immobile (Still Valley)
12. La Jungle (The Jungle)
13. Il était une fois (Once Upon a Time)
14. Cinq personnages en quête d'une sortie (Five Characters in Search of an Exit)
15. La Grandeur du pardon (A Quality of Mercy)
16. Rien à craindre (Nothing in the Dark)
17. L'Excentrique M. Radin (One More Pallbearer)
18. Les Chaussures diaboliques (Dead Man's Shoes)
19. La Chasse au paradis (The Hunt)
20. Règlements de compte pour Rance McGrew (Showdown With Rance McGrew)
21. Jeux d'enfants (Kick the Can)
22. Un piano dans la maison (A Piano in the House)
23. Les Funérailles de Jeff Myrtlebank (The Last Rites of Jeff Myrtlebank)
24. Comment servir l'homme (To Serve Man)
25. Le Fugitif (The Fugitive)
26. La Petite Fille perdue (Little Girl Lost)
27. Personne inconnue (Person or Persons Unknown)
28. Le Petit Peuple (The Little People)
29. À quatre heures (Four O'Clock)
30. Le Menteur (Hocus-Pocus and Frisby)
31. L'Échange (The Trade-Ins)
32. Le Cadeau (The Gift)
33. La Marionnette (The Dummy)
34. Un passé infini (Young Man's Fancy)
35. La Fée électrique (I Sing the Body Electric)
36. L'Ange gardien (Cavender Is Coming)
37. La Relève de la garde (The Changing of the Guard)

## Saison 4 (1963)
Les épisodes de cette saison durent 50 minutes et n'ont jamais été diffusés en français. Ils sont toutefois visibles en VOST en DVD.
1. À son image (In His Image)
2. Une tombe à 55 mètres de fond (The Thirty-Fathom Grave)
3. La Vallée de l'ombre (Valley of the Shadow)
4. Il est vivant (He's Alive)
5. La Muette (Mute)
6. Le Vaisseau de la mort (Death Ship)
7. Jess-Belle (Jess-Belle)
8. Miniature (Miniature)
9. Le Journal du Diable (Printer's Devil)
10. Le Bon Vieux Temps (No Time Like the Past)
11. Le Parallèle (The Parallel)
12. Un rêve de génie (I Dream of Genie)
13. La Nouvelle Exposition (The New Exhibit)
14. Je me souviens de  Cliffordville (Of Late I Think of Cliffordville)
15. Le Monde incroyable de Horace Ford (The Incredible World of Horace Ford)
16. Jeudi, nous rentrons à la maison (On Thursday We Leave for Home)
17. Traversée à bord du Lady Anne (Passage on the Lady Anne)
18. Le Chantre (The Bard)

## Saison 5 (1963-1964)
1. Amour paternel (In Praise of Pip)
2. Sam Kelly (Steel)
3. Cauchemar à 20000 pieds (Nightmare at 20,000 Feet)
4. Une curieuse montre (A Kind of a Stopwatch)
5. La Dernière Nuit d'un jockey (The Last Night of a Jockey)
6. La Poupée vivante (Living Doll)
7. Le Vieil Homme dans la caverne (The Old Man in the Cave)
8. Oncle Simon (Uncle Simon)
9. Sonde 7 - Fort et clair (Probe 7 - Over and Out)
10. Les Fantômes du septième de cavalerie (The 7th is Made Up of Phantoms)
11. La Fontaine de jouvence (A Short Drink from a Certain Fountain)
12. Le Rythme du temps (Ninety Years Without Slumbering)
13. Retour en force (Ring-a-Ding Girl)
14. Prends le volant (You Drive)
15. Un lointain lendemain (The Long Morrow)
16. Le Recyclage de Salvadore Ross (The Self-Improvement of Salvadore Ross)
17. Portrait d'une jeune fille amoureuse (Number Twelve Looks Just Like You)
18. Les Blousons noirs (Black Leather Jackets)
19. Appel nocturne (Night Call)
20. Très affectueusement, Agnès (From Agnes - With Love)
21. L'Espace d'un moment (Spur of the Moment)
22. La Rivière du hibou (An Occurrence at Owl Creek Bridge) (cet épisode n'a jamais été doublé en français)
23. La Reine du Nil (Queen of the Nile)
24. Qu'est-ce qu'il y a à la télé ? (What's in the Box)
25. Les Masques (The Masks)
26. Un matin noir (I Am the Night - Color Me Black)
27. Chut ! (Sounds and Silences)
28. César et moi (Caesar and Me)
29. La Chambre de la mort (The Jeopardy Room)
30. Étape dans une petite ville (Stopover in a Quiet Town)
31. La Rencontre (The Encounter) (cet épisode n'a jamais été doublé en français)
32. La Résurrection (Mr. Garrity and the Graves)
33. Automation (The Brain Center at Whipple's)
34. L'Homme à la guitare (Come Wander with Me)
35. Qui a peur de qui ? (The Fear)
36. La Piscine ensorcelée (The Bewitchin' Pool)